# ردوینتر
ردوینتر (به انگلیسی: Radwinter) یک روستا و محله مدنی در بریتانیا است که در آتلسفورد واقع شده‌است. ردوینتر ۶۱۲ نفر جمعیت دارد.